# Choli

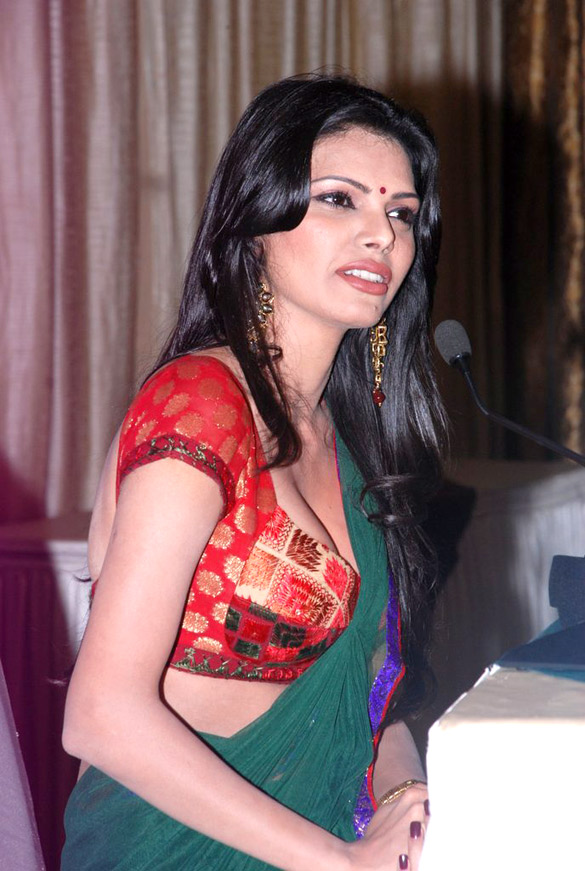
La modelo y actriz Sherlyn Chopra vistiendo un escotado choli moderno en la parte superior de su torso.

Un choli (en hindi: चोली en guyaratí: ચોળી, en maratí: चोळी, en nepalí: चोलो cholo), denominado en el sur de la India ravike (en canarés: ರವಿಕೆ en télugu: రవికె, en tamil: ரவிக்கை) es una especie de blusa corta (por encima del abdomen) o prenda de la parte superior del cuerpo comúnmente utilizada junto con un sari en el subcontinente indio. El choli también forma parte de la vestimenta denominada ghagra choli del subcontinente indio.

## Evolución

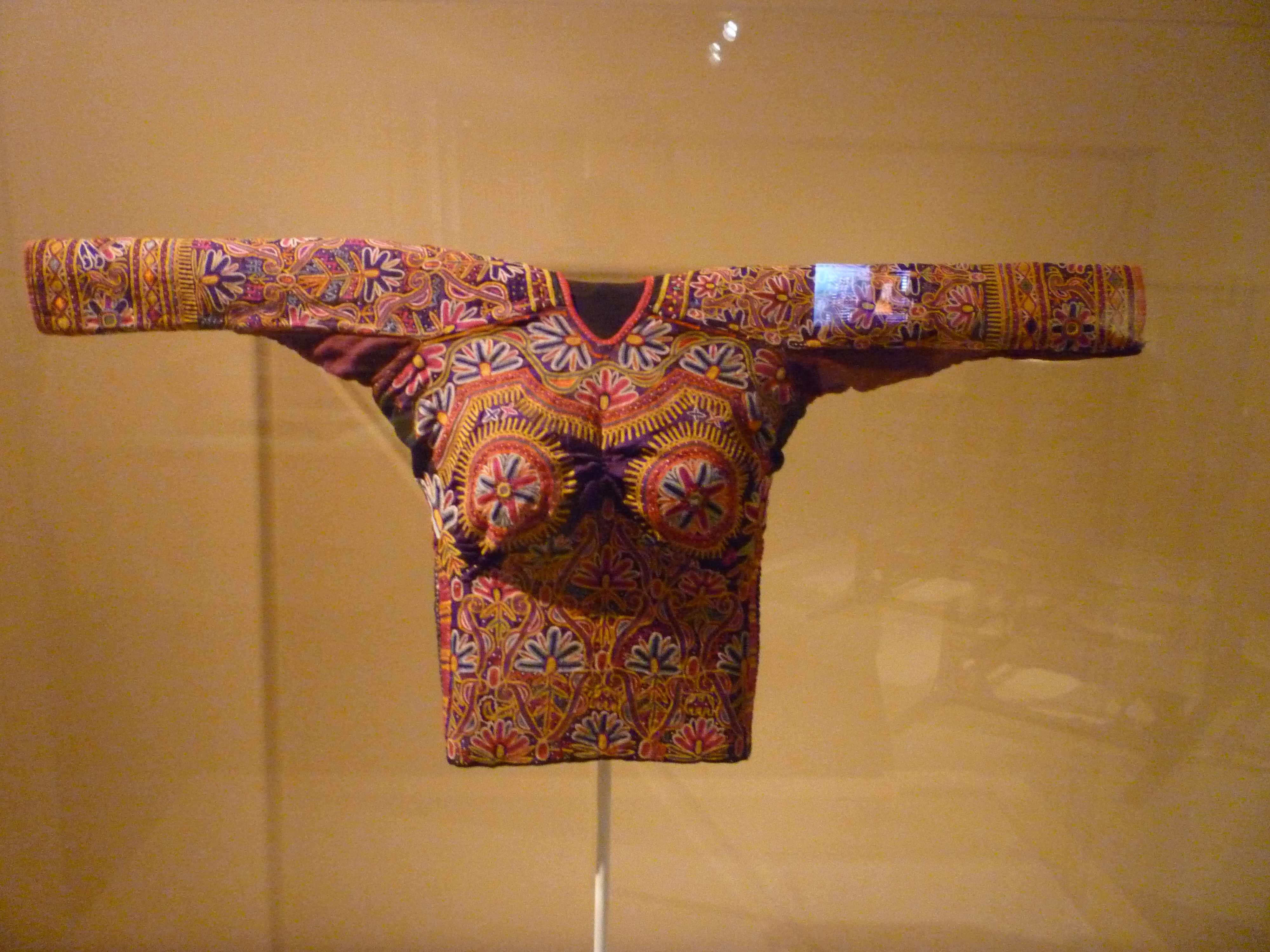
Choli de Gujarat en el Museo Peabody Essex.

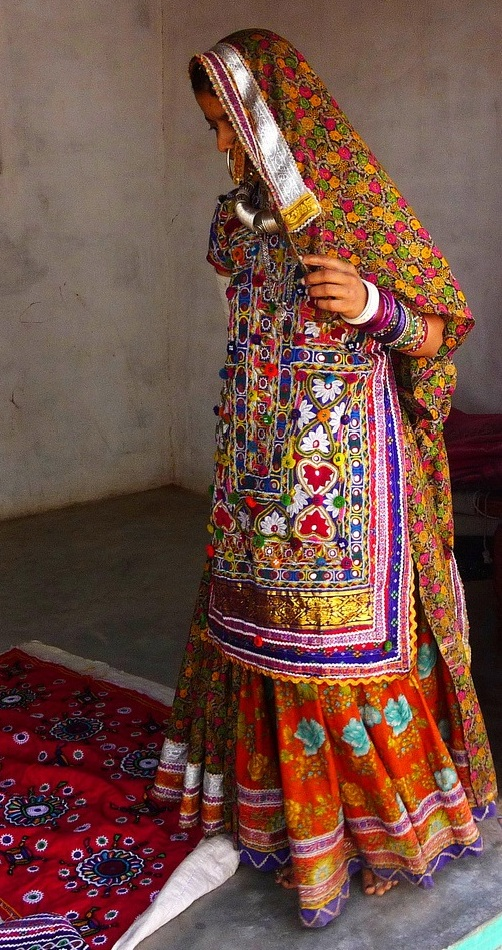
Mujer vestida con un diseño largo antiguo de choli que cubre el frente y se ata en la espalda.

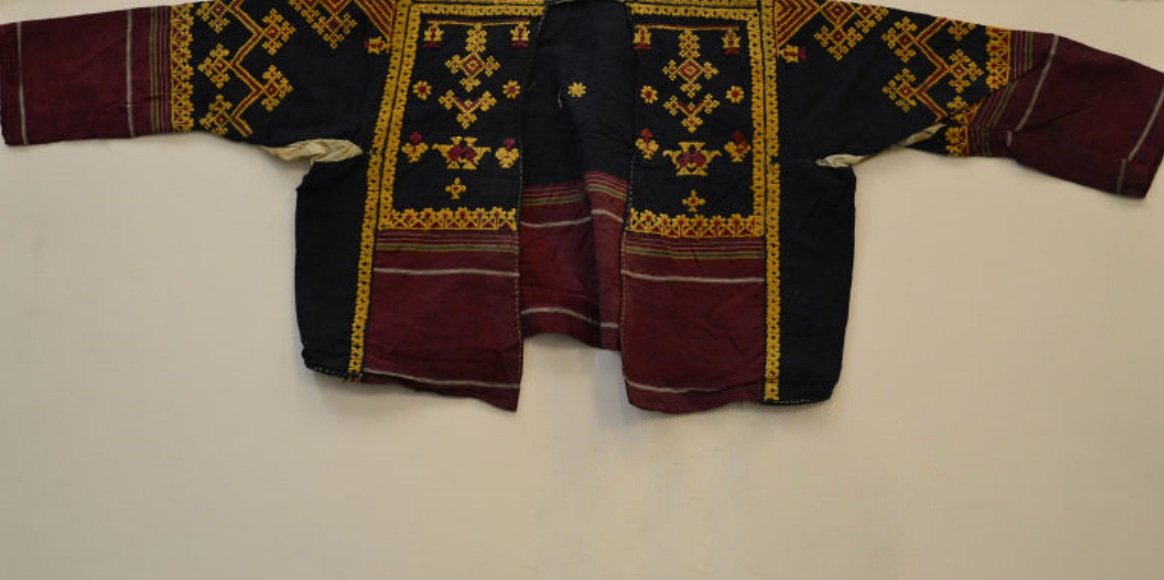
Ravike de Karnataka con bordados Kasuti c. 1855–1879. V&A Museum.

El choli evolucionó a partir de la stanapatta antigua, también denominada kurpsika o kanchuki, que era una de las tres piezas utilizadas por las mujeres como prenda en la India antigua. La misma consistía del antriya, la parte inferior o falda; el chal uttariya que se llevaba sobre el hombro o la cabeza; y la stanapatta, una banda en el pecho, la cual es mencionada en las literaturas en sánscrito y Pali budista durante el siglo VI a. C.
Existen pinturas de Maharashtra y Gujarat del primer milenio d. C. donde por primera vez se pueden observar ejemplos de choli. Las referencias poéticas en obras tales como  Silapadikkaram indican que durante el período Sangam (siglo III a. C. al siglo IV d. C.) en el sur de la India, una única pieza de tela servia de vestimenta inferior y chal superior. Las pinturas y esculturas muestran que el stanapatta evolucionó hacia el choli hacia el siglo I, con varios estilos regionales. En el Rajatarangini, una obra literaria de  Kalhana, se indica que el choli fue adoptado en Decán por orden real de Cachemira.
Los primeros cholis cubrían el frente y estaban atados por la espalda. Los cholis de este tipo aún se utilizan en el estado de Rajasthan. En Nepal, esta prenda es llamada cholo, y en el sur de India se la denomina ravike. En ambos estilos se atan por el frente, mientras que los cholis del norte se atan en la espalda. En partes de Rajasthan, Haryana y Uttar Pradesh, las mujeres utilizan prendas tipo chaqueta, denominadas kanchli, por sobre el choli; este conjunto se denomina poshak.

## Desarrollo
Tradicionalmente, el choli ha sido confeccionado con la misma tela del sari, numerosos fabricantes de sari le agregan un trozo adicional de tela a sus productos de forma tal que las mujeres puedan cortar ese exceso y utilizarlo para confeccionar un choli que haga juego con el sari. Para el uso cotidiano, se utilizan telas de algodón y mezclas de algodón con seda que resultan en una prenda confortable. El chifón y la seda son las telas más adecuadas para los cholis usados en ocasiones formales. Las telas ideales para los cholis de verano con el chifón y el georgette.
Los diseñadores desde finales del siglo XX han experimentado con el choli, influyendo sobre la moda de la cultura pop del subcontinente indio, con cortes innovadores y nuevas líneas de influencia occidental tales como halter, top, sin espalda o con breteles. El diseñador Anupama Raj, sostiene que  "existe una necesidad real de reinventar el choli de forma tal que pueda ser usado junto con una variedad amplia de conjuntos. Así como el choli es una forma deconstruida de blusa, debemos desconstruir el choli." Bobby Malik, otro diseñador y exportador sostiene que "de todas las prendas femeninas el choli es la más sensual. No solo resalta la forma femenina, sino que le agrega una dosis de romanticismo a la mujer. Pero donde los diseñadores indios no han tenido éxito es en darle un estilo internacional y hacerlo más hermoso."

## Estilos modernos

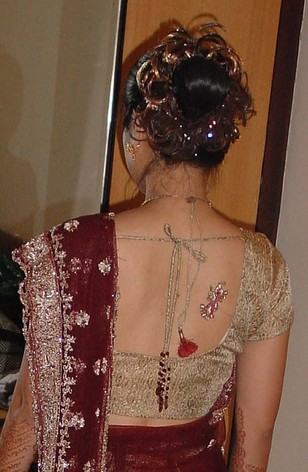
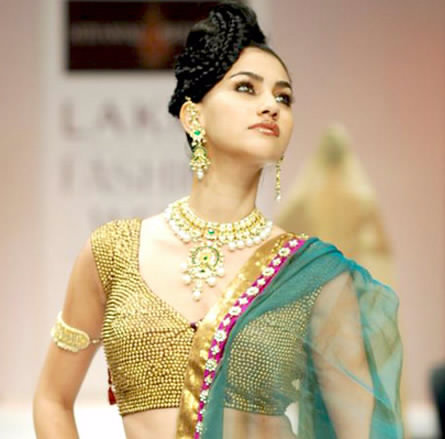
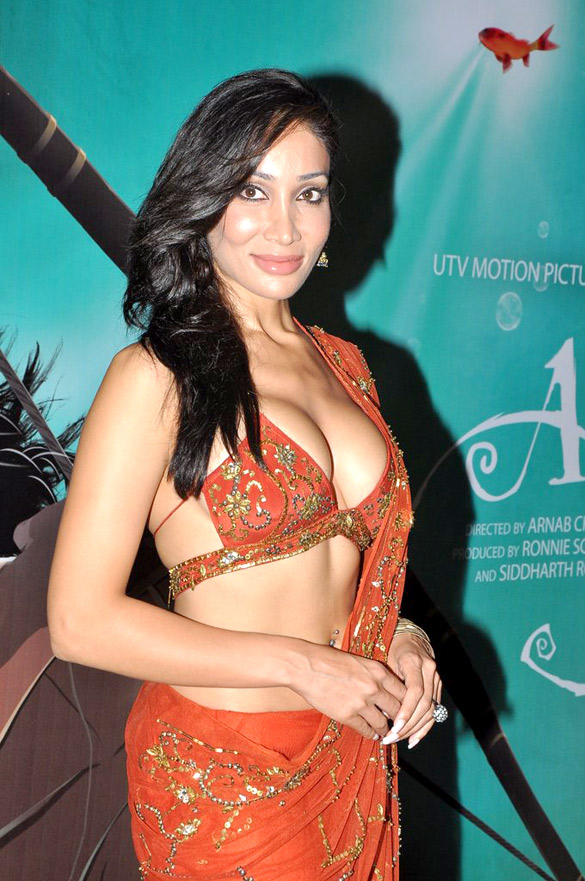
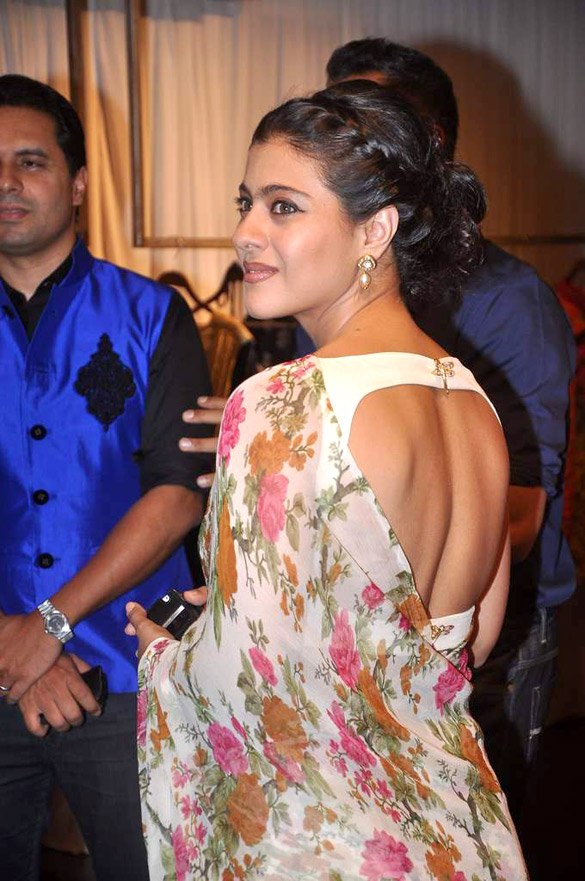
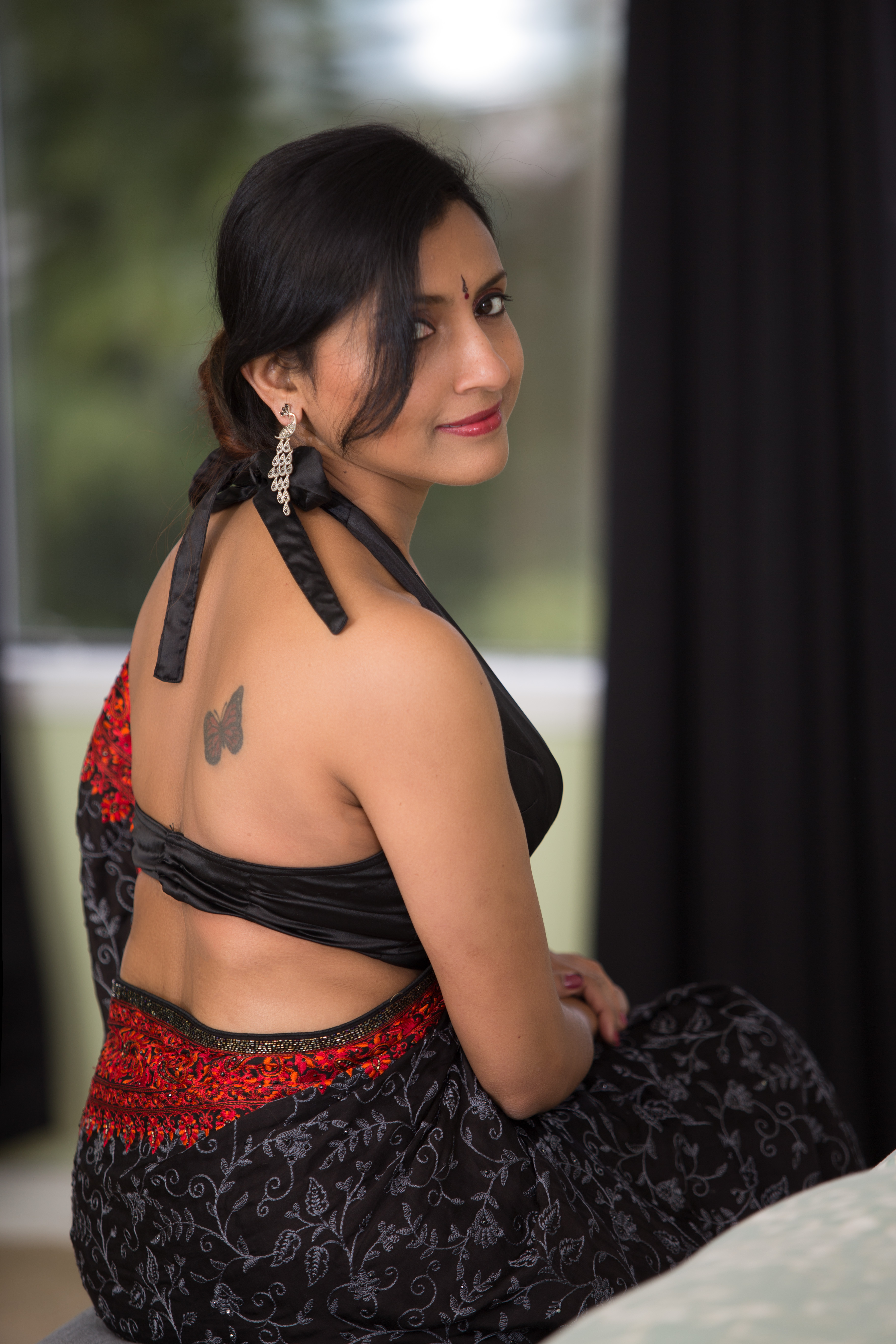